# Central hidroeléctrica de Walchensee

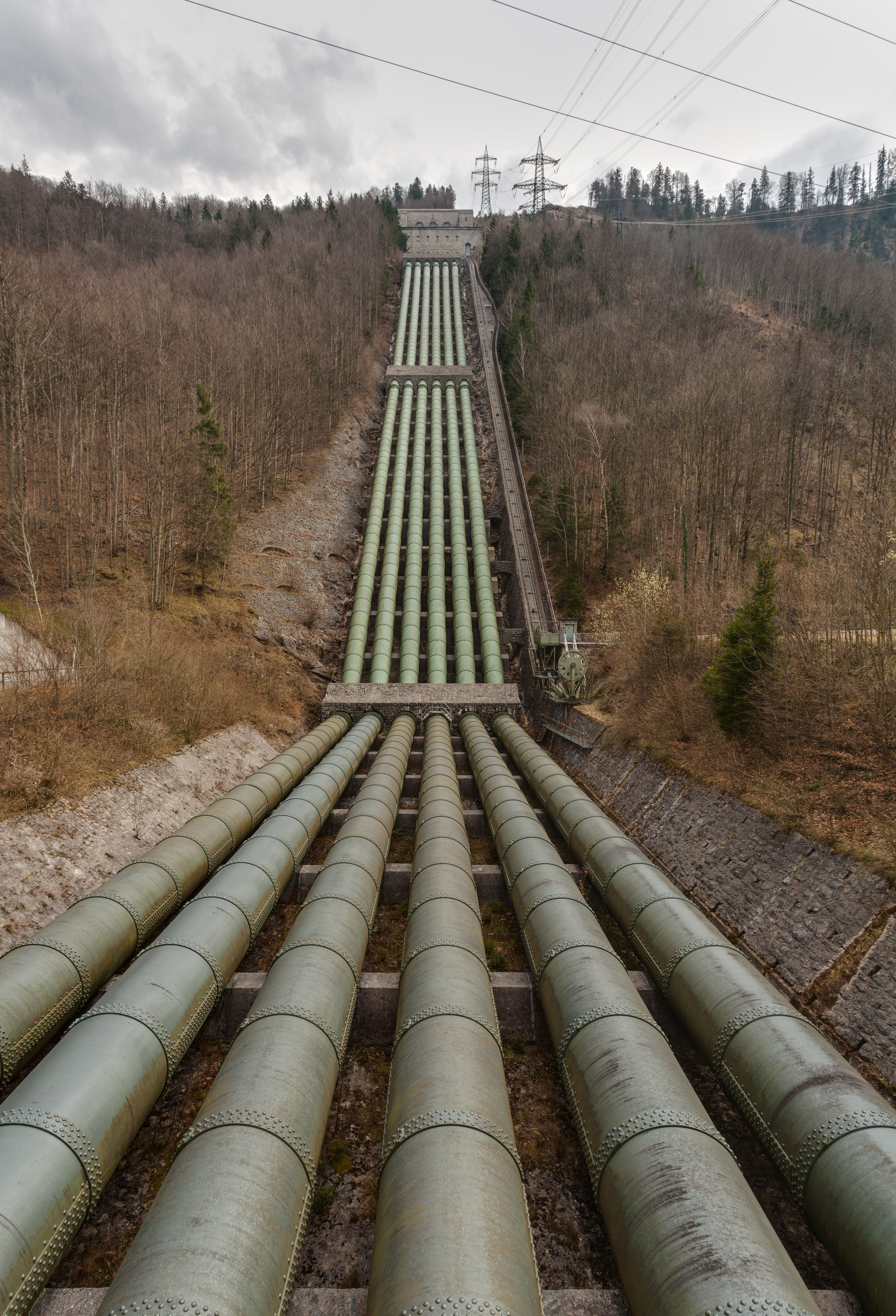
Las seis compuertas.

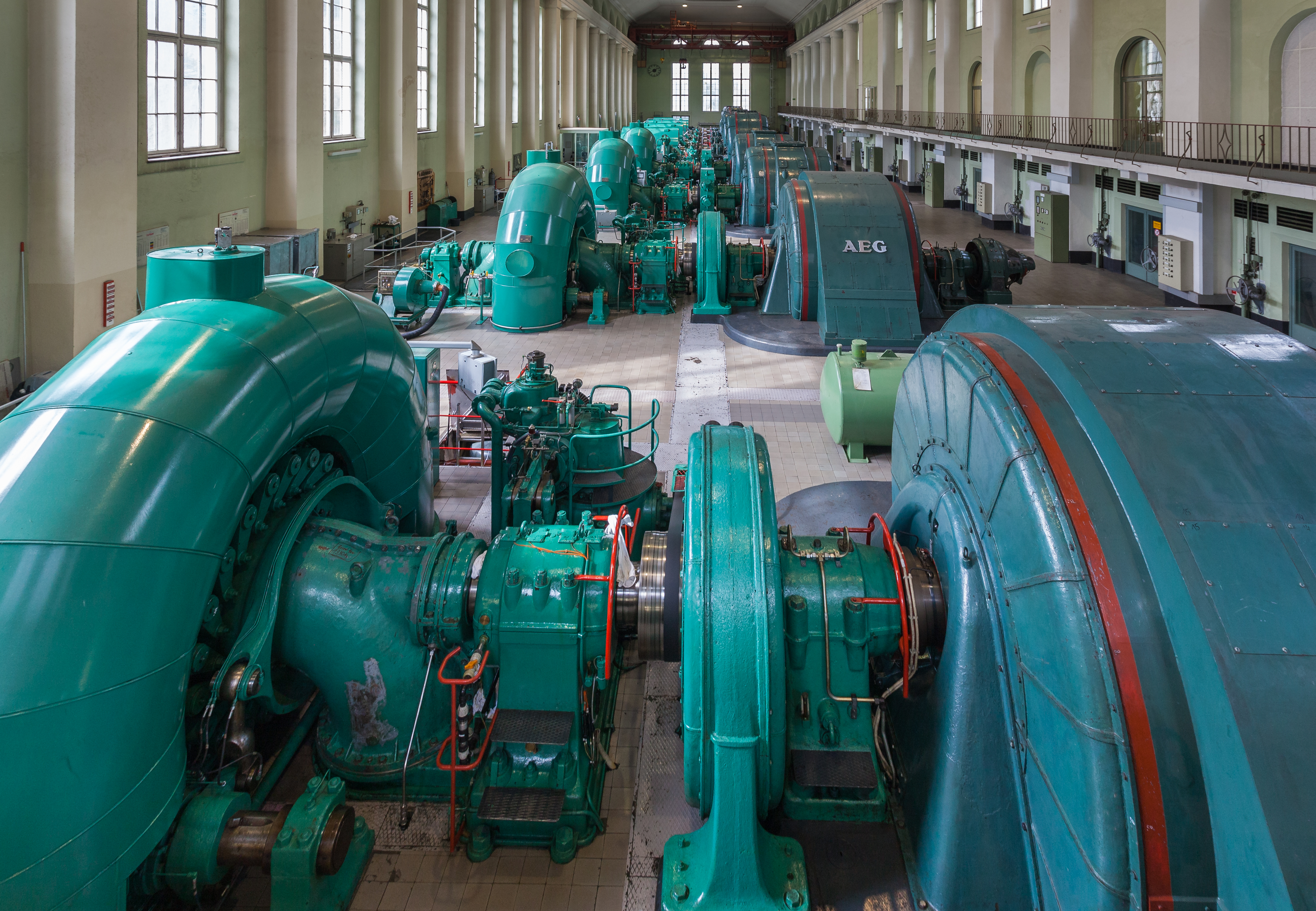
Sala de turbinas.

La central eléctrica de Walchensee (en alemán: Walchenseekraftwerk) es una central hidroeléctrica en Baviera, Alemania. Es una central eléctrica de almacenamiento que se alimenta de agua del Walchensee que luego se libera en el Kochelsee. La capacidad instalada es de 124 MW con una producción anual de 300 GWh. La planta de energía está al sur de Kochelsee, a unos 14 kilómetros de la localidad de Walchensee. Es uno de los más grandes de su tipo en Alemania y es propiedad de Uniper Kraftwerke GmbH desde 2016, perteneciente al grupo E.ON.

## Operación técnica

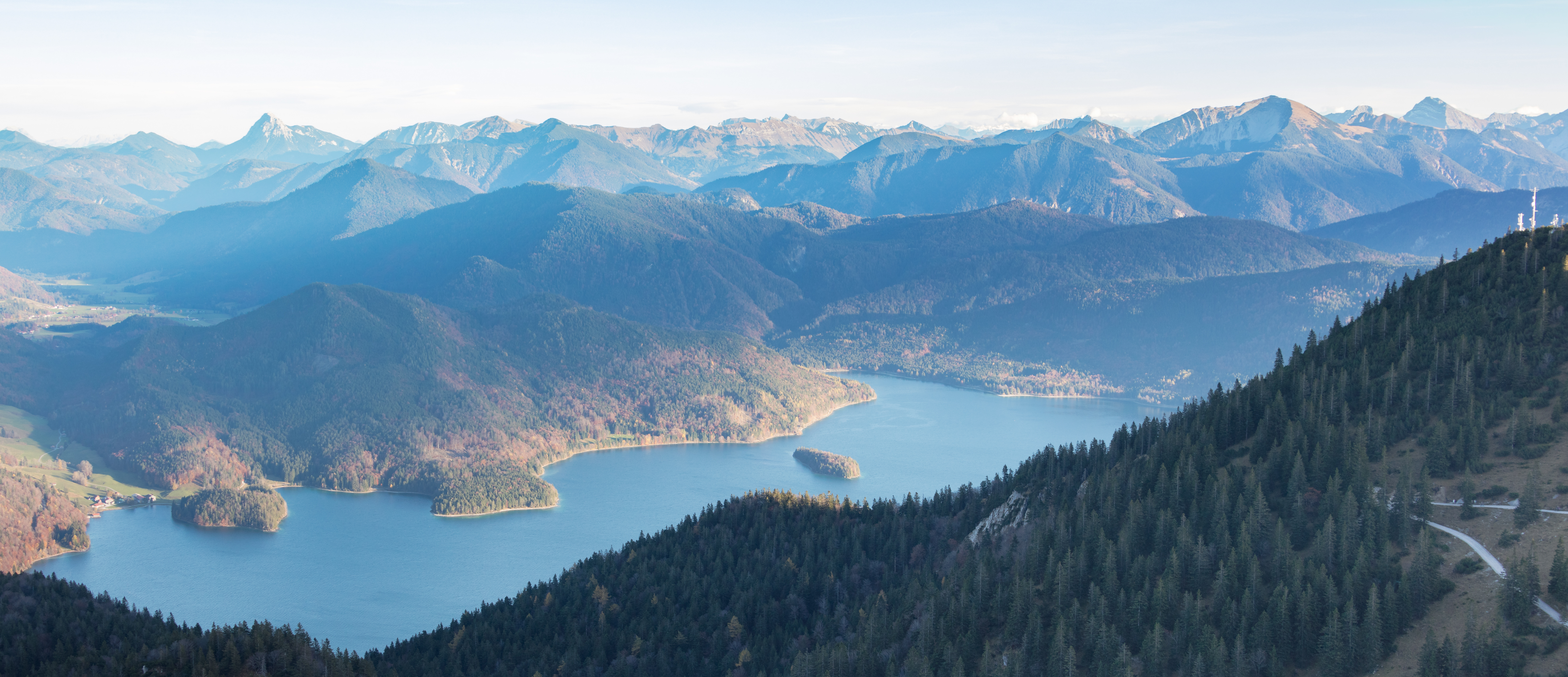
Walchensee.

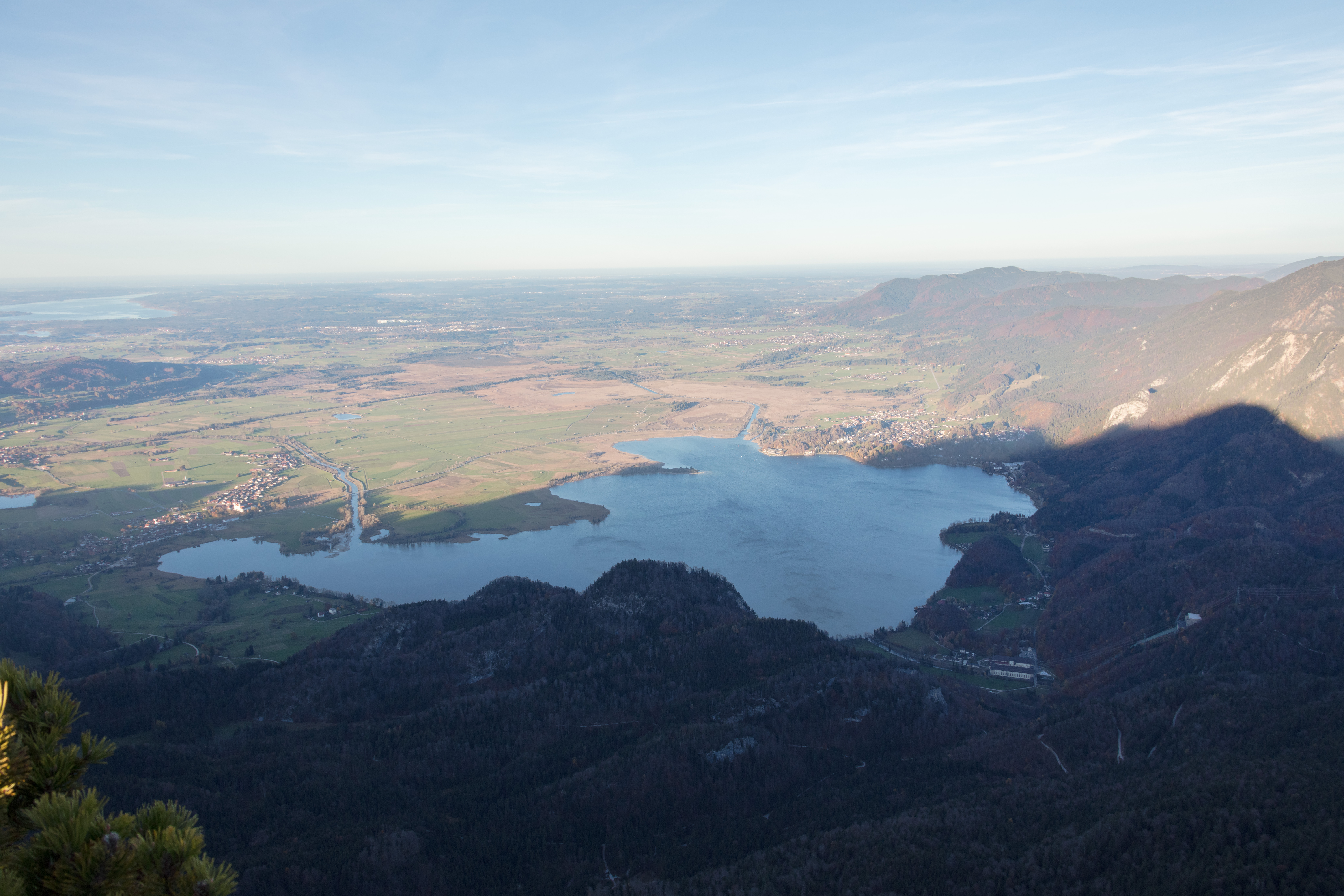
Kochelsee.

La central eléctrica utiliza la carga hidráulica de unos 200 metros entre el Walchensee (que actúa como depósito superior, a 802 m sobre el nivel del mar) y el Kochelsee (599 m s. n. m.) para generar electricidad. A través de seis conductos de 450 m de longitud que conectan los dos lagos naturales, el agua fluye a las cuatro túrbinas de agua Pelton de la planta hidroeléctrica con generadores monofásicos y cuatro turbinas de agua Francis con generadores trifásicos, y luego sale al Kochelsee. Debido a que el nivel del agua cambia constantemente, ninguno de los lagos se congela por completo en invierno; lo que sí congela en los lagos es hielo delgado potencialmente peligroso. La salida natural del lago Walchensee en Niedernach, sobre el río Jachen hasta el río Isar, está bloqueada por una presa, pero la entrada natural al lago sigue siendo insuficiente para proporcionar suficiente agua al embalse para el funcionamiento de la central eléctrica, por ello también se utilizan aguas del río Rißbach.

### Transbase del Isar
El Isar, que fluye como un río de aguas bravas desde la parte austriaca de las montañas Karwendel, está represado entre Mittenwald y Krün para formar el embalse Krüner Isar (870 m) y luego se desvía hacia Walchensee. Esta agua fluye más allá de la central hidroeléctrica de Krün en un canal abierto, a través de una alcantarilla, debajo de la carretera B 11 en Wallgau y luego a través de un túnel al lago Sachensee (867 m). Aquí comienza una tubería forzada de 3,9 kilómetros de longitud. Al final, el agua entra a la central hidroeléctrica a 795 m, impulsa las turbinas y finalmente desemboca en el lago.

### Transbase del Rißbach
El Rißbach proviene de la parte norte de las montañas Karwendel, donde recoge el agua de pequeños arroyos en el área de Ahornboden. Después de cruzar la frontera entre Tirol y Baviera, e inmediatamente después de la entrada de Fermersbach, un estirón de 6960 m lleva agua a la central hidroeléctrica de Niedernach en el extremo sureste de Walchensee. La central eléctrica ha estado en funcionamiento desde 1951.

### Características distintivas
La carretera principal desde el pueblo de Walchensee hasta Urfeld discurre por debajo de las empinadas laderas del Herzogstand. La construcción tuvo que resistir la presión ejercida por el Walchensee sobre el terraplén, para que la carretera no se deslizara. Si el nivel del agua cae en invierno debido a la salida de la central eléctrica de Walchensee, el uso de la carretera por camiones está limitado por restricciones de peso. En primavera, los operadores de la planta están obligados a aumentar el nivel del agua nuevamente de tal manera que se puedan levantar las restricciones de tráfico, que afectan principalmente al turismo, o se impongan sanciones. Durante el invierno, los operadores deben monitorear la nieve acumulada en el área de captación para calcular la cantidad de agua derretida esperada y cumplir con los requisitos de nivel de agua. En 2010, Walchensee, junto con otras centrales eléctricas bávaras de la región, producían 1,3 TWh de electricidad renovable al año, es decir, el suministro de cerca de 400.000 hogares bávaros.

## Historia
Oskar von Miller fue el desarrollador y diseñador de la central eléctrica de Walchensee. Inicialmente estaba destinado a apoyar la electrificación de los ferrocarriles bávaros, pero el proyecto fue suspendido por el parlamento bávaro en 1912. Se creía que se generaría demasiada energía eléctrica y los beneficios económicos estaban en duda. En 1915, von Miller sugirió integrar la central eléctrica propuesta en la red eléctrica de la región y en la empresa estatal de suministro de energía Bayernwerk. El parlamento bávaro acordó la construcción de la central eléctrica en 1918. La construcción comenzó en diciembre de 1918 y en 1924 la planta comenzó a producir energía eléctrica. El problema de transportar esa energía a largas distancias se resolvió con la introducción de líneas eléctricas aéreas. Desde el principio, la demanda de energía era tan grande que la hidroelectricidad solo podía proporcionar un tercio de la producción requerida, y el resto lo proporcionaban los motores de tracción. La planta era originalmente propiedad de la empresa estatal Bayernwerk AG. Bayernwerk fue posteriormente desnacionalizado y absorbido por VIAG (Vereinigte Industrieunternehmungen) y, como resultado, la central eléctrica ahora es operada por E.ON Wasserkraft GmbH.

### Túnel de viento de la Segunda Guerra Mundial
Para desarrollar el cohete A10 planeado por la Alemania nazi, se planeó un nuevo túnel de viento Mach 10 en la central eléctrica. La nueva planta de energía debía utilizar la diferencia de 202 metros desde Walchensee hasta Kochelsee para generar 120 megavatios. Sin embargo, en lugar de un nuevo túnel de viento y planta de energía, el túnel de viento Mach 4.4 utilizado para el desarrollo del cohete V-2 se trasladó al sitio después del bombardeo de Peenemünde de la Operación Hydra en 1943, y la nueva planta de energía se completó después de la guerra. El túnel de viento se trasladó a White Oak, Maryland, después de la guerra.